# هالا مدريد فيسكا بارصا (فلم)
هالا مدريد فيسكا بارصا ، فيلم كوميدي مغربي إنتاج 2019 ، للمخرج عبد الإله الجوهري ومن بطولة: عبد الحق بلمجاهد - لطيفة أحرار - السعدية ازكون - هدى صدقي - عبد الإله رشدي - عبد اللطيف شكرا - عبد الإله رشيد - عبد الطيف التحفي - فاطمة بوشين - محمد حميمصة - حسن بديدا - عبير الكراوي.
وهو الفيلم الطويل الثاني للمخرج عبد الإله الجوهري بعد فيلمه الأول «ولولة الروح».

## قصة الفيلم
الفيلم يسلط الضوء على العديد من القضايا الاجتماعية المرتبطة بكرة القدم والدين والسلطة والمال والمخدرات.الشريط تدور أحداثه في ضواحي مدينة مراكش.
يحكي فيلم «هالا مدريد فيسكا بارصا» خلال ساعة و35 دقيقة، قصة «بولحواجب»، وهو رجل ذو نفوذ وسلطة، من مناصري فريق ريال مدريد، دأب على فرض شغفه بهذا النادي ولاعبيه على سكان القرية، ومنع الانتماء لأي ناد آخر، خصوصا فريق برشلونة، الخصم التاريخي لفريقه المفضل الريال.
ويوظف «بولحواجب» أيضا الدين والقوة والمال من أجل التأثير وخدمة أهدافه الشخصية.
لكن الوضع سيتغير، بظهور «الأخــضر»، أحد مناصري نادي برشلونة المقيم في الديار الاسبانية، بعد عودته للقرية بسبب وفاة والدته، ويحاول كلا الرجلين استقطاب أكبر عدد من المشجعين لصالح ناديه المفضل. وتنتصب خلف هذا الصراع دواع أخرى ذات طبيعة سياسية ودينية.